# دیویسون (میشیگان)
دیویسون، میشیگان (به انگلیسی: Davison, Michigan) یک شهر در ایالات متحده آمریکا با جمعیت ۵٬۱۷۳ نفر است که در میشیگان واقع شده‌است.

## موقعیت جغرافیایی
موقعیت جغرافیایی شهرها و مناطق اطراف به شرح زیر است: